# Искитим
Искитим (рус. Искитим) град је у Русији у Новосибирској области. Према попису становништва из 2010. у граду је живело 60.072 становника.

## Становништво
Према прелиминарним подацима са пописа, у граду је 2010. живело 60.072 становника, 2.684 (4,28%) мање него 2002.
| 1939.  | 1959.  | 1970.  | 1979.  | 1989.  | 2002.  | 2010.  |
| ------ | ------ | ------ | ------ | ------ | ------ | ------ |
| 14.101 | 34.320 | 45.436 | 58.659 | 67.849 | 62.756 | 60.078 |